# Église Saint-Michel de La Garde-Guérin
L'église Saint-Michel de La Garde-Guérin est une église catholique romaine située à La Garde-Guérin sur la commune de Prévenchères, dans le département de la Lozère, en France datant probablement du XIIIe siècle.

## Description
Cette église romane est remarquable par le soin apporté à sa construction et la richesse dans la sculpture de ses chapiteaux. Une statue de saint Michel, patron de l’église et du village, est placée à l’intérieur. Elle est en bois doré et date du XVe siècle.
Un portail d'entrée est composé de trois moulures en plein cintre sculptées dans la pierre massive.

## Historique
C'était la chapelle du village fortifié de La Garde, symbole du pouvoir spirituel de l'évêque de Mende, comme la Tour était le symbole du pouvoir temporel des coseigneurs de La Garde. C'est dans l'église que se réunissaient les Chevaliers Pariers.
L'édifice a été classé au titre des monuments historiques en 1928. De nombreux objets sont référencés dans la base Palissy (voir les notices liées).